# 屏風岩山
屏風岩山（びょうぶいわやま）は、神奈川県足柄上郡山北町にある山である。丹沢山地西部に位置し標高は1,051.6mである。

## 登山道
- 大滝橋 ― 大滝峠上 ― 屏風岩山（約3時間）
- 細川橋 ― 二本杉峠 ― 屏風岩山（約2時間30分）

## 周辺の山小屋
- 一軒屋避難小屋 （無人・トイレ無）
- 畦ヶ丸避難小屋 （無人・トイレ有）

## 周辺の山
- 権現山 (箒沢)（1,138m）
- 畦ヶ丸（1,293m）
- 権現山 (世附)（1,019m）